# 朴智敏
朴智敏（韓語：박지민，1997年7月5日—），藝名「Jamie」，韓國女歌手，曾為韓國女子團體15&成員。2011年參加SBS《星期天真好－K-pop Star》選秀奪得总冠军。於比賽中演唱的〈Rolling In The Deep〉在美国CNN电视台播出。在最后一轮的比赛中以〈Over the Rainbow〉惊艳全场，并以高达299分几乎满分的情况下夺冠。2020年4月21日，改用藝名「Jamie」活動。

## 生平

### 童年及早期
1997年7月5日出生於韓國大田市，獨生女，5歲舉家移民到泰國生活。朴智敏的父親年輕時是一位吉他歌手，母親則曾是現代基督教音樂的歌手。由於父母都是音樂人的關係，朴智敏的父母也想培養朴智敏成為一個很會唱歌的人，所以朴智敏從小就學習了唱歌、芭蕾和樂器。逐漸長大的朴智敏也漸漸的有了想要成為一個出色的歌手的夢想。因為朴智敏的夢想，朴智敏的父母決定舉家搬回韓國讓朴智敏有更好的發展。

### 参加歌唱比赛
2011年回到韓國後，朴智敏參加韓國CMB第十屆《親親青少年音樂大賽》，在比赛中朴智敏演唱〈若我离去〉並獲得銀獎pulse。然而真正讓朴智敏得到關注是在她參加2011年SBS《星期天真好－K-pop Star》選秀節目。在節目第3集中演唱碧昂絲·諾利斯的〈Irreplaceable〉，獲得三位評審——梁鉉錫、朴軫永和寶兒的好評。第4集裡她演唱愛黛兒的〈Rolling In The Deep〉震撼了評審和觀眾，甚至連美國CNN電視台也報道了朴智敏的表演。朴智敏一度接到美國CBS電視台訪談節目《The talk》的出演邀請，但是朴智敏經過再三的考慮以後拒絕了邀請。
由於比賽環節的關係，朴智敏分別與參賽者Lee Michelle、李承珠和李靜美臨時組成了「秀pearls」組合，在比賽中演唱了少女時代的〈The Boys〉和〈Fame〉。完美合聲受到了評審的稱讚，也獲得了世界性的關注。網絡上流傳的影片點擊率在短短的一天裡不斷飚升。
2012年4月29日，朴智敏在最終比賽里與李遐怡分別演唱對方曾演唱的歌曲：朴智敏演唱〈Mercy〉；李遐怡演唱〈Rolling In The Deep〉。最終以299分獲得《K-pop Star》第一季冠軍。比賽結束之後，宣布加入JYP娛樂。

### 出道後
2012年5月和JYP娛樂签约后，与公司另一位练习生白艺潾组成二人音樂组合15&。2012年10月5日推出數位單曲《I Dream》正式出道。2012年10月7日在《人气歌谣》中以一曲〈I Dream〉作出道舞台表演。
2015年4月5日在SBS《K-pop Star 4》半總決賽時，現場演唱即將推出的個人數位單曲〈Hopeless Love〉，並在節目結束後正式發行音源。美國告示牌在2015年年中時評選出上半年以個人身份出道的歌手，朴智敏獲得第一。而年尾時的2015年韓國流行音樂最佳二十首歌曲排名中，〈Hopeless Love〉名列第12。2015年8月18日於個人推特上宣布和曹承衍及NATHAN組成M.O.L.A，8月21日於SoundCloud公開單曲〈My Way〉，由三名成員共同製作。
2016年8月23日，公開個人數碼迷你專輯《從19歲到20歲》。12月20日，與作曲家兼歌手D.ear推出合作單曲《相似》，歌曲描述兩人在不知不覺間越來越相似，進而產生情愫的故事。
2018年8月27日，JYP公佈朴智敏將於9月4日公開數碼迷你二輯《jiminxjamie》。9月3日，釋出MV預告。9月4日，韓國時間下午六點正式發布MV，並在各大音源榜公開完整專輯音源。截止至9月5日，主打歌《April Fools（0401）》，5个音源实时榜最佳成绩为Bugs2位，Genie23位，NAVER40位，Soribada22位，Melon60位。

### 離開JYP娛樂
2019年8月6日，JYP娛樂宣布在合約到期之際，與朴智敏討論過後，決定不續約。

朴智敏透過個人instagram表示：
|  | JYP歌手的身份到八月為止，會將最後的專輯認真的準備，做個完美的結尾。 |

2019年8月26日，公開數位單曲《Stay Beautiful》，此為在JYP娛樂發行的最後一張專輯。

### 簽約華納音樂，改藝名為「Jamie」
2020年4月21日，韓國華納音樂（Warner Music Korea）宣布與朴智敏簽約，並改藝名為從小使用的英文名字「Jamie」。藉由世界級合作夥伴Warner Music Korea的全力支持，以solo歌手之姿進軍全球市場。智敏在接受採訪時表示：「感謝過去八年來想念並支持『朴智敏』的每個人！我試著以『Jamie』這個名字有一個新的開始，並給聽者更真誠的音樂和故事。」
2020年5月14日至7月2日，以新藝名參與Mnet電視台的《GOOD GIRL：誰洗劫了電視台》。

## 音樂作品

### 數位單曲
- Hopeless Love（2015年4月5日）
- 相似（Feat. D.ear）（2016年12月20日）
- Stay Beautiful （页面存档备份，存于）（2019年8月26日）

### 迷你專輯
- 從19歲到20歲（2016年8月23日）
- jiminxjamie (지민x제이미)（2018年9月4日）

### 原聲帶
| 發行日期       | 曲名                                  | 劇名                 |
| -------------- | ------------------------------------- | -------------------- |
| 2013年10月22日 | 我愛你                                | 火之女神井兒         |
| 2015年5月23日  | 一直想見你                            | 橘皮馬末蘭果醬       |
| 2016年6月11日  | 不要離開 （页面存档备份，存于）       | Dear My Friends      |
| 2017年11月6日  | Say I Love You （页面存档备份，存于） | Melo Holic 愛情中毒  |
| 2019年1月16日  | 我的聲音                              | 皇后的品格           |
| 2020年3月1日   | 如星星般閃耀的時間                    | 哈囉掰掰，我是鬼媽媽 |
| 2020年11月22日 | 想像的夢                              | Start-Up             |
| 2022年1月17日  | 花開時想月                            | 花開時想月           |

### 參與專輯
| 發行日期       | 曲名                      | 收錄專輯                                    | 合作藝人                         |
| -------------- | ------------------------- | ------------------------------------------- | -------------------------------- |
| 2015年5月29日  | Dream                     | 《Dream》                                   | Eric Nam                         |
| 2015年9月15日  | 如果去釜山（부산에 가면） | 現代汽車「Sing the Road」計畫               | 朴軫永、伯納德·朴                |
| 2016年4月10日  | Fire                      | 《還活躍著》                                | 朴軫永、柯南·奥布萊恩、史蒂文·連 |
| 2018年1月22日  | NIRVANA                   | 《NIRVANA》                                 | RAVI                             |
| 2018年10月15日 | 全都傾聽 (I'm all ears)   | 生命保險社會貢獻財團「Ready to listen」計畫 | 榮宰                             |

## 節目主持
2014年至今 《After School Club》

2019年至今 《What Would Jamie Do?》

## 广告代言
- 2012年6月28日 K顶级明星朴祉敏、公路名地址宣传大使
- 2012年7月12日 与金长勋一起代言Purmil酸奶

## 音樂比賽
- 2011年：韩国CMB第十届《亲亲青少年音乐大赛》获得银奖pulse
- 2012年：SBS《星期天真好－K-pop Star》第一季冠军 (2011年10月4日－2012年4月20日)
- 2018－2019年：Channel A 《Vocal Play》隱藏個人歌手

## 獎項
| 年份   | 頒獎典禮   | 獎項       | 提名項目          | 結果 |
| ------ | ---------- | ---------- | ----------------- | ---- |
| 2015年 | 首爾音樂獎 | 本賞       | 〈Hopeless Love〉 | 提名 |
| 2015年 | 首爾音樂獎 | 人氣賞     | 〈Hopeless Love〉 | 提名 |
| 2015年 | 首爾音樂獎 | 韓流特別獎 | 〈Hopeless Love〉 | 提名 |

### 主要音樂節目榜單排名
| 主打歌曲排名成績                                                         | 主打歌曲排名成績    | 主打歌曲排名成績      | 主打歌曲排名成績    | 主打歌曲排名成績       | 主打歌曲排名成績 | 主打歌曲排名成績            | 主打歌曲排名成績     | 主打歌曲排名成績 | 主打歌曲排名成績 |
| 專輯                                                                     | 歌曲                | Mnet 《M! Countdown》 | KBS2 《Music Bank》 | MBC 《Show! 音樂中心》 | SBS 《人氣歌謠》 | MBC Music 《Show Champion》 | SBS MTV 《THE SHOW》 | 備註             |                  |
| 2015年                                                                   | 2015年              | 2015年                | 2015年              | 2015年                 | 2015年           | 2015年                      | 2015年               | 2015年           | 2015年           |
| ------------------------------------------------------------------------ | ------------------- | --------------------- | ------------------- | ---------------------- | ---------------- | --------------------------- | -------------------- | ---------------- | ---------------- |
| Hopeless Love                                                            | Hopeless Love       |                       |                     |                        |                  |                             |                      |                  |                  |
| 2016年                                                                   |                     |                       |                     |                        |                  |                             |                      |                  |                  |
| 从19岁到20岁                                                             | Try                 |                       |                     |                        |                  |                             |                      |                  |                  |
| 2018年                                                                   |                     |                       |                     |                        |                  |                             |                      |                  |                  |
| jiminxjamie                                                              | April Fools（0401） |                       |                     |                        |                  |                             |                      |                  |                  |
| \| - 「/」表示未有相關資料 - 「 (1) 」：兩星期冠軍 \| - 「*」：打榜中 \| |                     |                       |                     |                        |                  |                             |                      |                  |                  |
| - 「/」表示未有相關資料 - 「 (1) 」：兩星期冠軍                          | - 「*」：打榜中     |                       |                     |                        |                  |                             |                      |                  |                  |

| 各台冠軍歌曲獎座統計 | 各台冠軍歌曲獎座統計 | 各台冠軍歌曲獎座統計 | 各台冠軍歌曲獎座統計 | 各台冠軍歌曲獎座統計 | 各台冠軍歌曲獎座統計 |
| -------------------- | -------------------- | -------------------- | -------------------- | -------------------- | -------------------- |
| Mnet                 | KBS                  | MBC                  | SBS                  | MBC Music            | SBS MTV              |
|                      |                      |                      |                      |                      |                      |

## 外部連結
- 朴智敏的X（前Twitter）
- 朴智敏STAFF的X（前Twitter）
- 朴智敏的Instagram帳戶
- YouTube上的朴智敏頻道